# María de Perales
María de Perales y González Brabo (? – Madrid, 6 de mayo de 1963) fue una periodista, traductora y escritora española que usó el pseudónimo de "Condesa d'Armonville".

## Trayectoria
Trabajó durante la Belle Epoque en el periódico ABC y en su suplemento, la revista Blanco y Negro, haciendo crónicas de sociedad y artículos sobre modas con el pseudónimo de «Condesa d'Armonville». También tradujo artículos sin firma y, entre 1910 y 1930, se ocupó en organizar y colaborar en campañas benéficas, como cabeza sobresaliente de la ultraaristocrática y elitista Unión de Damas Españolas del Sagrado Corazón. Esta organización estaba presidida por la marquesa de Unzá del Valle y contaba, según sus dirigentes, por 80 000 militantes.
Fue directora del Instituto de Cultura Femenina, cuyo órgano de expresión era la revista La Unión. Revista de las Damas Españolas. Durante la dictadura de Miguel Primo de Rivera estuvo como concejala en el Ayuntamiento de Madrid. Tradujo y adaptó algunas novelas de la escritora francesa Sophie d'Arbouville.

## Obras
- Traducción de Sophie d'Arbouville, Historia holandesa: versión castellana, 1900.
- Traducción de Sophie d'Arbouville, María Magdalena: novela original, 1900.
- Traducción de Catherine Woillez, Edma y Margaríta: novela original, 1910.
- Con María Echarri, Redención, 1944.